# منصور مزین
سرلشکرمنصور مزین یا منصور مزینی رئیس شهربانی کل کشور ۲۷ تیر ۱۳۳۰–۹ آذر ۱۳۳۰ و از فرماندهان ارتش و فرمانده لشکر ۲ مرکز، رئیس اداره سر رشته‌داری ارتش، نماینده مخصوص شاه و رئیس املاک پهلوی در گرگان و گنبد و بیرجند و رئیس شهربانی کل کشور بود.

## تولد و تحصیلات
منصور فرزند میرزا علی اکبر مزین‌الدوله متولد ۱۲۸۱ ه‍.ش به دنیا آمد. در تهران بود. او تحصیلات خود را در مدرسه نظام مشیرالدوله و سپس در دانشگاه جنگ به پایان برد. او مدتی نیز در خارج تحصیل کردو سپس به ارتش پیوست. او در سال ۱۳۴۰ با پوران (خواننده) خواننده معروف ازدواج کرد.

## فعالیت‌های نظامی
او از افراد نزدیک به پرویز خوانساری، سرتیپ هوشمند افشار، دکتر مظفر بقائی‌کرمانی بود. وی در ارتش و نیروهای نظامی به سمت‌های فرمانده لشکر ۲ مرکز، رئیس اداره سررشته‌داری ارتش، رئیس شهربانی کل کشور، فرمانده واحدهای فرهنگی ارتش، فرمانده ناحیه غرب کشور و معاون وزارت جنگ منصوب شد.
وی همچنین به از جانب محمدرضا پهلوی به عنوان رئیس املاک بنیاد پهلوی در گرگان و گنبد و بیرجند شد. او همچنین مدیریت کارخانه زاینده رود و ریاست سندیکای کارفرمایان، مدیرعامل شرکت برق توربین اصفهان گردید.

## خروج از کشور و درگذشت
منصور مزین در زمان انقلاب به آمریکا رفت و در ۱۳۷۶ در سن ۹۵ سالگی درگذشت.